# إبيلي نايلاتيكاو
إبيلي نايلاتيكاو قالب:Lang-fj هو رئيس جمهورية فيجي السابق، جنرال عسكري ولد في 5 يوليو 1941، بين عامي 2001 و2006 شغل منصب المتحدث باسم البرلمان ، في 8 يناير 2007 شغل منصب وزير الخارجية لفترة وجيزة ومن ثم عين في سبتمبر 2008 كوزير التنمية المحلية وشؤون العرقيات ، في أكتوبر 2008 أصبح عضوا في مجلس الشيوخ. وفي 17 أبريل 2009 عين نائبًا للرئيس عن طريق الحكومة العسكرية ثم عين رئيسًا للبلاد في 30 يوليو 2009 حتى 12 نوفمبر 2015.
خلفه الرئيس جورج كونروت.

## التعليم
تعلم نايلاتيكاو في مدرسة مقاطعة باو ، ثم مدرسة دريبا فيجيان ، ومدرسة ليفوكا العامة ومدرسة كوين فيكتوريا

## الخدمة في الجيش
ولدت عائلة نايلاتيكاو لعائلة من الزعماء السياسيين ذوي النفوذ السياسي ، فقد قدمت 20 عامًا في الخدمة العسكرية و 17 عامًا في السلك الدبلوماسي .
تدرب نايلاتيكاو كجندي في نيوزيلندا. في عام 1966 ، خدم في المعارك بالكتيبة الأولى ، فوج المشاة الملكي النيوزيلندي وتم بعثه في ساراواك ، ماليزيا ، خلال النزاع بين اندنوسيا و ماليزيا .
لقد أثبت أنه ضابط شعبي ومحترم للغاية. عندما عاد إلى فوج مشاة فيجي ، ارتفع بثبات في صفوفه. بحلول عام 1987 ، شغل رتبة العميد ، وكان قائد القوات المسلحة الملكية فيجي.
أثناء زيارته لاستراليا ، تم عزله من هذا المنصب ، عندما قام الضابط الثالث ، المقدم سيتيفيني رابوكا ، بتنظيم أول انقلابين واستولى على السلطة.

## العمل الدبلوماسي
تقاعد نايلاتياكو من الجيش وقرر الانخراط في الجانب الدبلوماسي. بعد الانتهاء من دورة الخدمة الخارجية بجامعة أكسفورد بالمملكة المتحدة ،
تم تعيينه كمفوض سامي في المملكة المتحدة و قد اعتمد سفير فيجي في الدنمارك ومصر وألمانيا وإسرائيل والكرسي الرسولي. تم تعيينه لاحقًا سفيراً متجولًا من فيجي والمفوض السامي لدى الدول الأعضاء في منتدى جنوب المحيط الهادئ ، قبل أن يتولى منصب الأمين الدائم للشؤون الخارجية والتجارة الخارجية في عام 1999.

## العمل السياسي
بعد فشل انقلاب فيجي عام 2000 الذي عارضه نايلاتكا بشدة ، تم ترشيحه لمنصب رئيس الوزراء للمساعدة في إعادة بناء مؤسسات فيجي المدمرة. إلا أنه سحب ترشيحه لصالح لايسينيا كاراسي ، لكنه أصبح نائب رئيس الوزراء ووزير شؤون فيجيا في مجلس الوزراء المؤقت.
في عام 2001 ، بعد استعادة الديمقراطية اقيمت انتخابات عامة حيث قام نايلاتكا بهزيمة جولي كالو بأغلبية 41 صوتًا مقابل 29 ، لمنصب رئيس مجلس النواب ، وهو المنصب الذي شغله حتى انتخابات 2006.
أما بعد الانقلاب الذي وقع في 5 ديسمبر 2006 ، أدى اليمين الدستورية كوزير للخارجية والتجارة الخارجية في الحكومة المؤقتة الجديدة لرئيس الوزراء كومودور فرانك بينيماراما في 8 يناير 2007.
تم ترشيحه ليصبح نائب الرئيس الجديد من قبل رئيس فيجي راتو جوزيفا إلويلو في 10 أبريل 2007 ، ولكن تم رفضه من قبل " GCC" في 17 أبريل 2009 ، بعد أن واجهت فيجي أزمة دستورية ، تم تعيين نايلاتيكاو نائباً للرئيس.
شغل نولاتيكاو وزيراً مؤقتاً للشؤون الخارجية والتعاون الدولي والطيران المدني اثناء فترة رئاسة رئيس الوزراء فرانك بينيماراما ، ابتداءً من يناير 2007.
في 23 سبتمبر 2008 ، قال بينيماراما إنه سيتم نقل نايلاتيكاو إلى منصب وزير التنمية الإقليمية والمتعددة الشؤون العرقية في 5 أكتوبر 2008 ، في حين أن بينيماراما سيتولى مهامه السابقة.
و في 25 سبتمبر 2007 ، تم تعيين نايلاتيكاو كرئيس وزراء بالإنابة بينما كان رئيس الوزراء المؤقت ، فرانك بينيماراما في نيويورك لمدة أسبوع.

### العمل كرئيس بالنيابة لدولة فيجي
في 30 يوليو 2009 ، أصبح الرئيس بالنيابة بعد تقاعد الرئيس إيلويلو البالغ من العمر 88 عامًا . حيث كان من المفترض أن يتم تعيين الرئيس من قبل مجلس رؤساء القبائل (الذي تم إلغاؤه من قبل النظام المدعوم من الجيش) بموجب دستور عام 1997 الذي ألغاه إلويلو ، لكن نايلاتيكاو أعلن أن رئيسًا جديدًا سيتم تعيينه من قِبل مجلس الوزراء حيث تم تعيين نايلاتيكاو رسميًا رئيسا بالنيابة في 5 نوفمبر 2009.

## المصدر
http://wtop.com/?nid=391&sid=1727269